# Sherwood (hrabstwo Clark)
Sherwood – miasto w Stanach Zjednoczonych, w stanie Wisconsin, w hrabstwie Clark.